# Parti social-libéral du Sandžak
Le Parti social-libéral du Sandžak (en serbe : Социјално-либерална партија Санджака et Socijalno-liberalna partija Sandžaka) est un parti politique serbe centré sur la région du Sandžak. Il est dirigé par Bajram Omeragić.
Aux élections législatives serbes de 2003, le Parti social-libéral du Sandžak a remporté un siège en concourant sur la liste du Parti démocratique. Aux élections législatives de 2007, Bajram Omeragić, son président, à une nouvelle fois été élu député.